# Lérigneux
 Lérigneux  es una localidad y comuna de Francia, en la región de Ródano-Alpes, departamento de Loira, en el distrito y cantón de Montbrison. Está integrada en la Communauté d'agglomération Loire-Forez.

## Demografía
| 203 | 187 | 161 | 145 | 118 | 126 |
| Para los censos de 1962 a 1999 la población legal corresponde a la población sin duplicidades (Fuente: INSEE [Consultar]) |     |     |     |     |     |